# Carmine Caravella
Carmine Caravella (Foggia, 11 ottobre 1954) è un allenatore di calcio ed ex calciatore italiano, di ruolo centrocampista.

## Carriera

### Giocatore
Dopo gli esordi nei dilettanti con il Lucera, svolge la sua carriera da professionista interamente nelle file del Foggia, con cui ottiene una promozione in Serie B nel 1979-1980 e disputa tre stagioni in Serie B per un totale di 52 presenze tra i cadetti.

### Allenatore
Allena diverse squadre dilettantistiche tra cui il Manfredonia con cui ottiene una promozione nel campionato di Eccellenza Puglia. Nella stagione 2011-2012 allena il Lucera in Promozione; il 18 novembre 2011 viene sollevato dall'incarico.

## Palmarès

### Giocatore

#### Competizioni regionali
- Promozione: 1

Lucera: 1978-1979

### Allenatore

#### Competizioni regionali
- Promozione: 1

Manfredonia: 1996-1997